# 牛嶋天満宮
牛嶋天満宮（うしじまてんまんぐう）は、佐賀県佐賀市東佐賀町にある菅原道真を祀った神社。牛島天満宮の表記や牛島神社と呼ばれることもある。

## 歴史
社伝によれば、菅原道真から16代目となる牛嶋（菅原）教正が山浦郷古野城巨勢庄牛嶋村領主であった仁平元年（1151年）に社を創建。さらに教正から9代あとの家泰が永年五年(1508年)に再興し国司造営社となったとされる。「肥前古跡縁記」に、「蓮池町 牛の島に宮在りしを 鍋島勝茂公 佐嘉城を築かれるに当り、鬼門に移し祭るべし」とあり、元は佐賀市蓮池町牛嶋にあったものを、慶長年間の佐賀城下建設に際し佐賀城の鬼門となる北東を守護するため佐賀藩初代藩主の鍋島勝茂が現在の位置に移したものとみられている。境内の入り口にある鳥居の銘には"藤原朝臣勝茂…"とかすかに残っておりこれを裏付けている。

## 概要
鳥居を潜り石橋を渡ると楼門があり、その奥に西を正面として拝殿、本殿が建つ。楼門は一問一戸四脚門、屋根は切妻造本瓦葺で、19世紀中頃の建築と推定されている。本殿は三間社流造銅板葺、朱塗りの社殿で、17世紀後期の特徴を備える。拝殿は、入母屋造銅板葺、正面に軒唐破風を付し、様式から19世紀前半の建築と推定されている。
三方を水路に囲まれた境内には佐賀市の天然記念物に指定されている「牛島神社の楠」（樹齢1000年超と推定）や佐賀市の保存樹に指定されている「牛嶋天満宮のクスノキ」（推定樹齢600年）など古い樹木や、肥前鳥居、肥前狛犬など江戸時代から明治はじめの石造物も多く、これらと水路が一体となった姿は佐賀市を代表する重要な歴史景観であるとして佐賀市の「都市景観重要建築物等」に指定されている。

## その他
かつては太鼓浮立が奉納されていたが伝統は途絶え、大太鼓が残るのみとなっていた。そこで神社のある循誘小校区の有志が中心となり太鼓浮立の復活と地域活性化と目的に葉隠太鼓保存会が結成されている。2006年4月に天満宮内に練習場が作られ活動の拠点となっている。
2016年の熊本地震では石灯籠3基が倒壊する被害が出た。

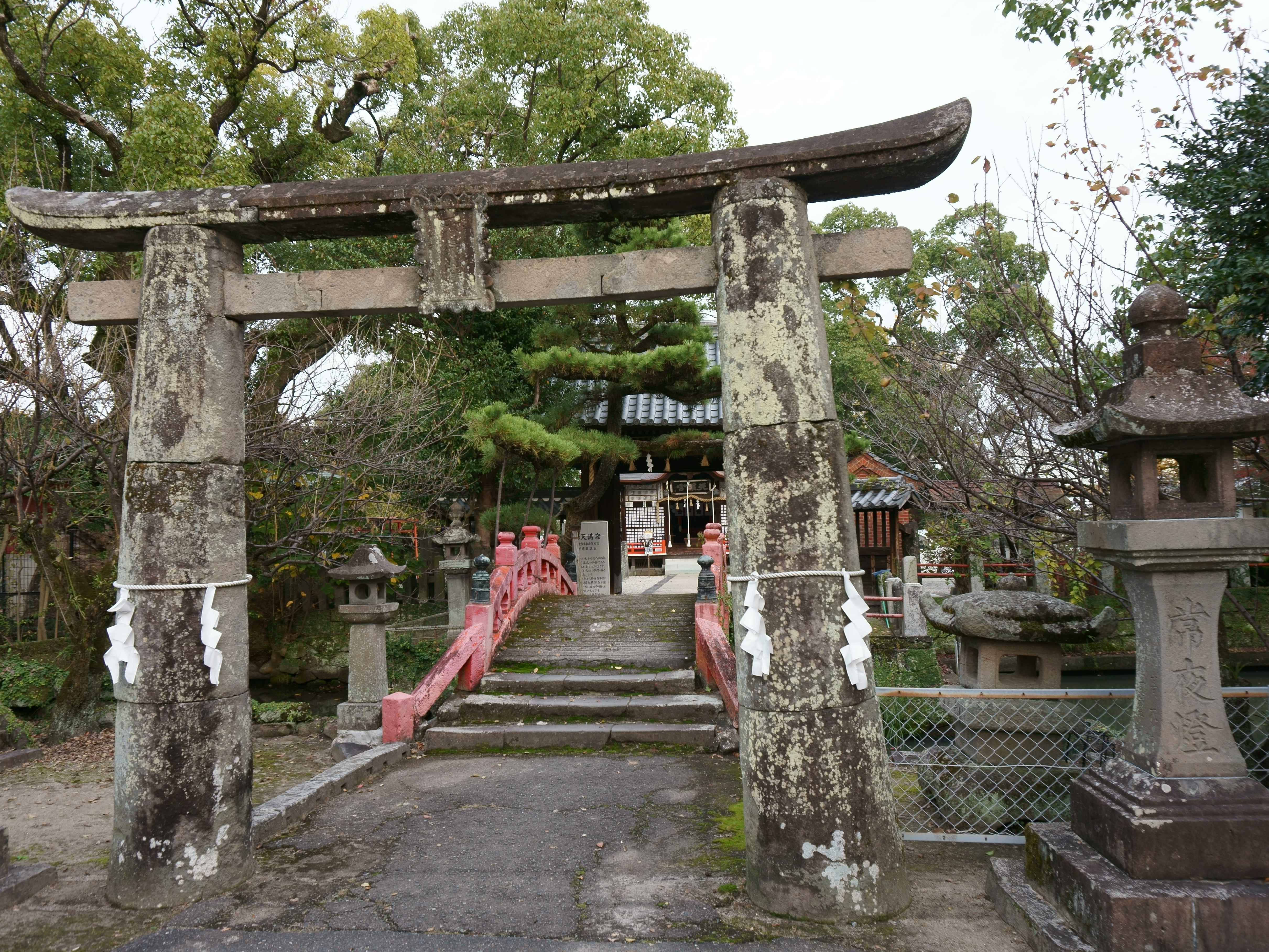
肥前鳥居
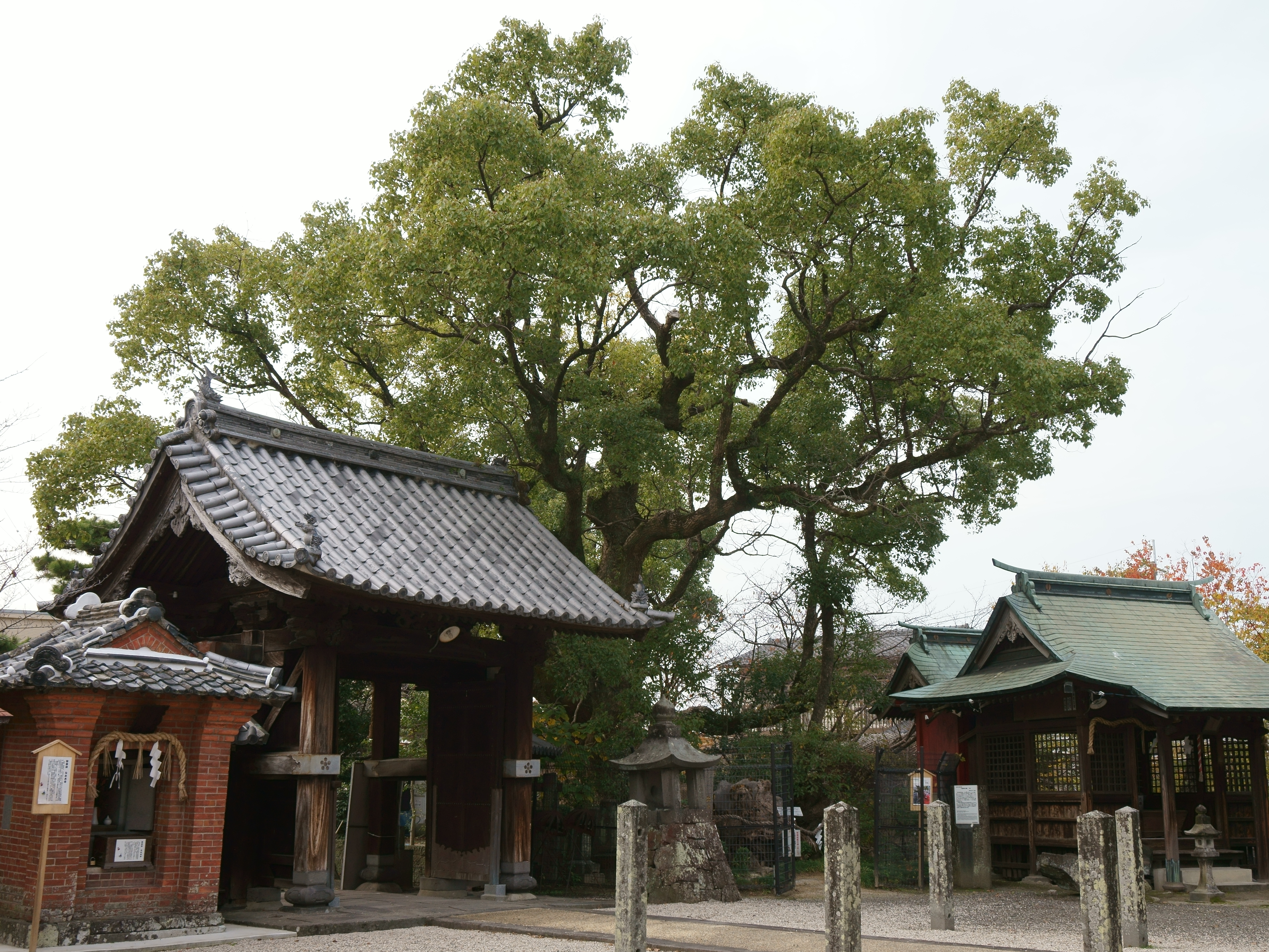
樹齢1000年（推定）の大楠は佐賀市の天然記念物に指定。
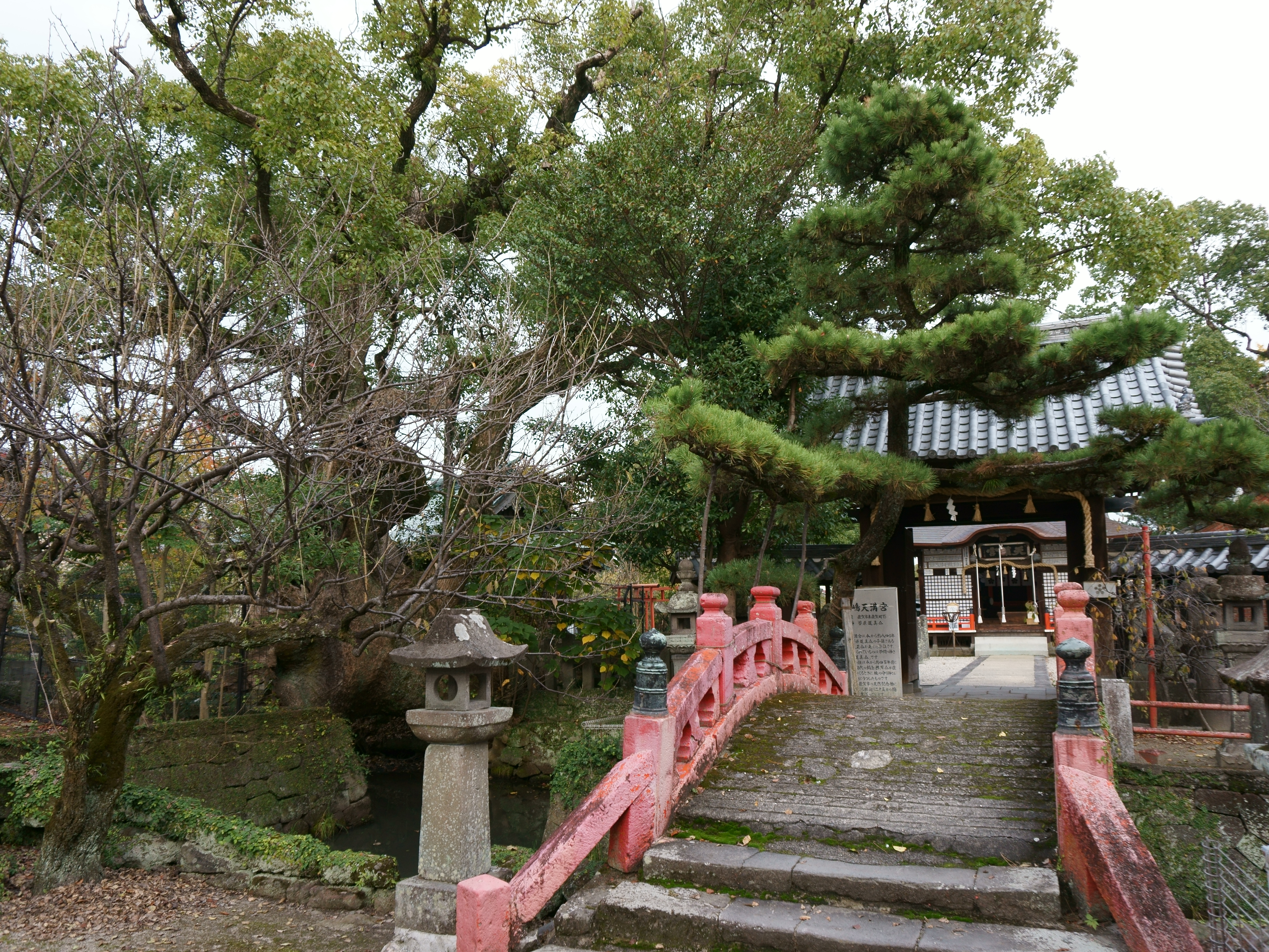
堀と太鼓橋・楼門